# Kvoutzat Kinneret
Pour les articles homonymes, voir Kinneret.
Kvoutzat Kinneret (en hébreu : קבוצת כנרת) est un kibboutz situé en Galilée, et qui naquit dans un premier temps en tant que ferme agricole.
Kvoutzat Kinneret est fondée en 1908 à l'initiative de l'Organisation sioniste mondiale comme ferme agricole, et elle représente un pôle historique décisif dans l'histoire de l'implantation en Palestine. Le kibboutz est composé de bâtiments construits autour d'une cour centrale, et le tout entouré de murailles.
En 1913, sur les bords du Jourdain et non loin du kibboutz Degania, Kinneret se constitue en kibboutz. Le kibboutz compte aujourd'hui 500 membres vivant entre autres sur les activités agricoles et le tourisme. Il cultive principalement les oliviers, les palmiers-dattiers et les mangues.
Il est prévu de transformer la ferme d'origine en musée national.